# Ó͘
Cette page contient des caractères spéciaux ou non latins. S’ils s’affichent mal (▯, ?, etc.), consultez la page d’aide Unicode.
Ó͘ (minuscule : ó͘), appelé O point suscrit à droite accent aigu, est un graphème utilisé dans la romanisation pe̍h-ōe-jī et le système de romanisation taïwanais.
Il s'agit de la lettre O diacritée d’un point suscrit à droite et d’un accent aigu.

## Représentations informatiques
Le O point suscrit à droite accent aigu peut être représenté avec les caractères Unicode suivants :
- précomposé (supplément latin-1) :

| formes    | représentations | chaînes de caractères | points de code | descriptions                                                             |
| --------- | --------------- | --------------------- | -------------- | ------------------------------------------------------------------------ |
| capitale  | Ó͘               | Ó◌͘                    | U+00D3 U+0358  | lettre majuscule latine o accent aigu diacritique point en chef à droite |
| minuscule | ó͘               | ó◌͘                    | U+00F3 U+0358  | lettre minuscule latine o accent aigu diacritique point en chef à droite |

- décomposé (latin de base, diacritiques) :

| formes    | représentations | chaînes de caractères | points de code       | descriptions                                                                         |
| --------- | --------------- | --------------------- | -------------------- | ------------------------------------------------------------------------------------ |
| capitale  | Ó͘               | O◌́◌͘                   | U+004F U+0301 U+0358 | lettre majuscule latine o diacritique accent aigu diacritique point en chef à droite |
| minuscule | ó͘               | o◌́◌͘                   | U+006F U+0301 U+0358 | lettre minuscule latine o diacritique accent aigu diacritique point en chef à droite |